# アンドロノヴォ文化

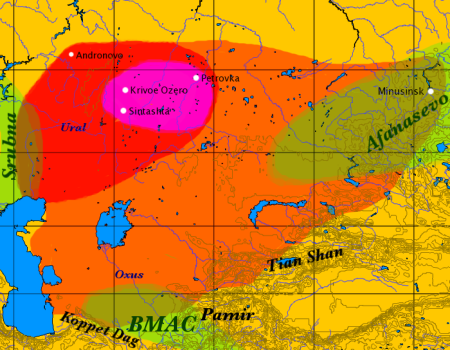
アンドロノヴォ文化の最大領域を橙色で示す。シンタシュタ・ペトロフカ文化を赤色で示す。初期のスポーク型車輪つきチャリオットの出土範囲を紫で示す。隣接または重複する文化（アファナシェヴォ文化、スルブナヤ文化、バクトリア・マルギアナ複合BMAC）をそれぞれ緑で示す。

アンドロノヴォ文化（アンドロノヴォぶんか、英語: Andronovo culture）は、紀元前2300年から1000年ごろの青銅器時代に、中央アジアステップ地帯からシベリア南部の広い範囲に見られた、類似する複数の文化をまとめた名称である。単一の文化ではなく、文化複合または考古学的ホライズンと呼ぶ方が適切である。インド・イラン語派の言語を話すアーリア人との関係が有力視されるが、インド・イラン方面の古文化と直接結びつかないとする批判もある。
アンドロノヴォは1914年に墳墓の発掘調査が行われ、屈葬された人骨や装飾土器が発見されたエニセイ川流域に属するアチンスク付近の村の名である。

## 時代区分
時代的・地域的に少なくとも4つの文化に細分される。カスピ海・アラル海北側の南ウラル地域から始まり、東および南に拡大したとされる。
- シンタシュタ文化（Sintashta-Petrovka-Arkaim）：ウラル南部、カザフスタン北部、紀元前2200-1600年ごろ。チェリャビンスク州シンタシュタ遺跡は紀元前1800年ごろ、近くのアルカイム遺跡は紀元前17世紀とされる。
- アラクル（Alakul）文化：アムダリヤ・シルダリヤ両川間のキジルクム砂漠、紀元前2100-1400年ごろ。
- アレクセーエフカ（Alekseyevka）文化：カザフスタン東部、紀元前1300-1000年ごろの青銅器時代末。トルクメニスタンのナマズガ（Namazga）VI期（バクトリア・マルギアナ複合に含まれる）と接触した。
- フョードロヴォ（Fedorovo）文化：紀元前1500-1200年ごろ、シベリア南部。火葬と拝火の証拠が見られる最初期の例。
- ベシケント・ヴァクシュ（Beshkent-Vakhsh）文化：紀元前1000-800年ごろ、タジキスタン。

地理的には非常に広範である。西端ではヴォルガ・ウラル方面の同時期のスルブナヤ文化と重なり、東では先立つアファナシェヴォ文化の領域と重なりシベリア南部に及ぶ。南ではトルクメニスタン、タジキスタン（パミール高原）、キルギスタン（天山山脈）にまで遺跡が分布する。北端はタイガの南端にほぼ一致する。ヴォルガ川流域ではスルブナヤ文化との接触が顕著で、西はヴォルゴグラードまでフョードロヴォ式土器が見出されている。
紀元前2千年紀初めから半ばにかけて、アンドロノヴォ文化は東への急速な拡大を見せた。アルタイ山脈では銅山が採掘された。埋葬には石棺または石囲いが用いられ、さらに木槨で囲まれた。生活様式は馬、牛、羊などの牧畜が中心で、農耕も行われた。

## インド・イラン民族との関係

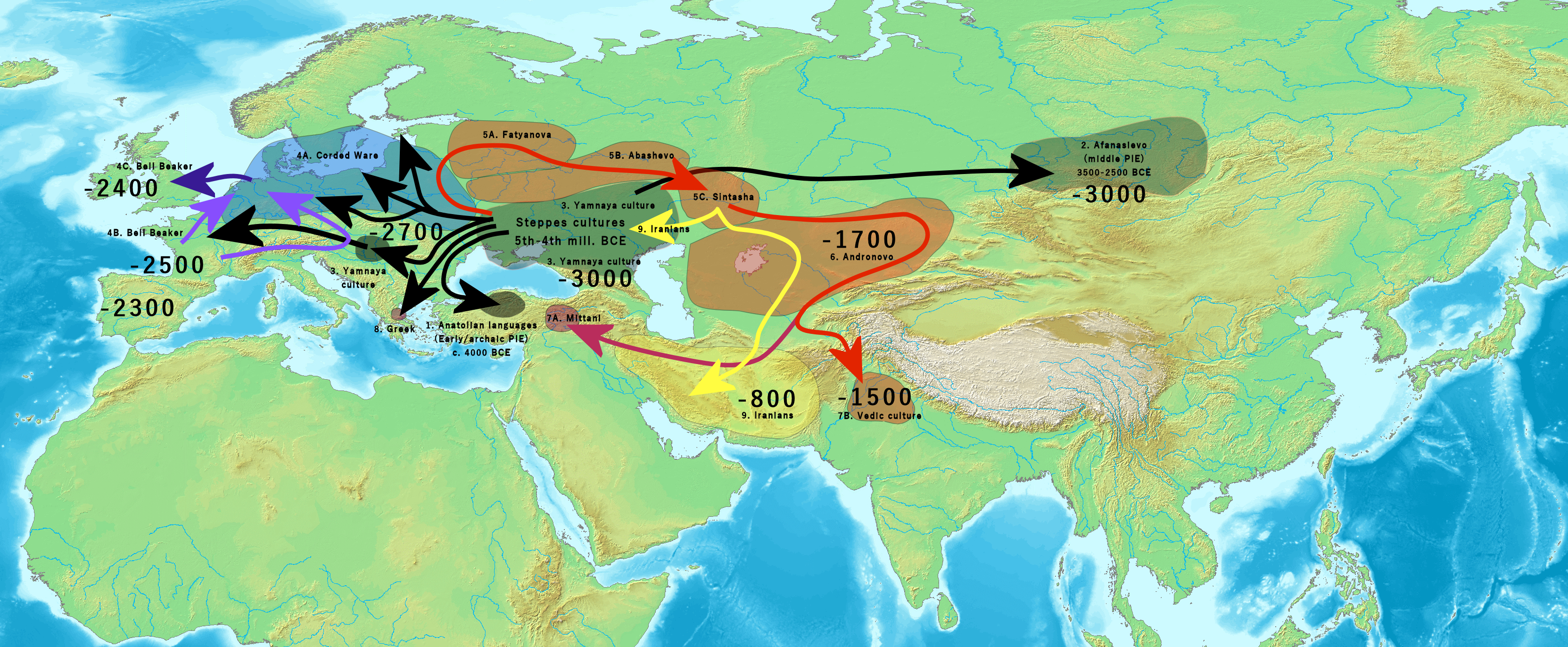
初期のポントス草原から中央アジア全域へのインド・ヨーロッパ人の移住

アンドロノヴォ文化の分布地域はインド・イラン語派の発祥地と目される地域に重なり、またこの地域のなかにあるシンタシュタ・ペトロフカ・アルカイム文化で紀元前2000年ごろにスポーク型車輪のついたチャリオットを発明したとも考えられているため、この語派との関係が有力視されてきた。
ウラル川上流部にあるシンタシュタ遺跡は、チャリオットが墓の副葬品として発掘されたので有名である。クルガン（墳丘）で覆われ、動物（馬と犬）も殉葬された。シンタシュタや他のヴォルガ・ウラル地域の遺跡は原インド・イラン民族のものと考えられてきた。
しかし、アンドロノヴォ文化をインド・イラン系とする説に対しては、特徴的な木槨墓がアムダリヤ以南のステップには見られないとの反論がある。また、南方のバクトリア（アフガニスタン北部）・マルギアナ（トルクメニスタンのメルブ地域）のオアシス地帯に同時期栄えたバクトリア・マルギアナ複合（BMAC）こそが原インド・イラン民族の文化であるとする主張もある（サリアニディらの論）。サリアニディは「考古学的データから、アンドロノヴォ文化のBMACへの侵入はごくわずかであった」という。
アンドロノヴォ人の考古学的証拠とインド・イラン人の文書証拠（すなわち、「ヴェーダ」と「アヴェスタ」）の比較は、インド・イラン人のアイデンティティを裏づけるために頻繁に行われてきた。 大イランとインド亜大陸のインド・イラン化に関する現代の説明は、アンドロノヴォが中央アジアまで南下したという仮定に大きく依存している。あるいは、少なくともバクトリア・マルギアナ複合のような、この地域の青銅器時代の都市中心部全体で言語的優位性を達成した。アンドロノヴォ文化の初期段階はインドとイランの言語統一の後期と一致すると考えられているが、後期にはイラン人の分派を構成した可能性が高い。ナラシンハンら(2019)によると、BMACに向けたアンドロノボ文化の拡大は、内アジア山岳回廊を経由して行われた。
ヒーバートによれば、イランとインダス渓谷縁辺へのBMACの拡大は、近東の草原、またはコペト・ダーとパミール・カラコルムの間の地域の南にある特徴的な木槨墓の不在にもかかわらず、イランと南アジアへのインド・イラン語話者の導入に関する考古学的相関関係の最良の候補である。マロリーは、アンドロノボからインド北部までの拡張を主張することの困難を認めている。インド・アーリア人をベシュケント文化やヴァクシュ文化などの場所に結びつけようとする試みは、「インド・イラン人を中央アジアに連れて行くだけで、メディア人、ペルシア人、インド・アーリア人の本拠地までは及ばない」。彼は、インド・イラン人がバクトリア・マルギアナの文化的特徴を受け継ぎながら、イランとインドに移住する過程で言語と宗教を保持するというクルトゥルクーゲル・モデルを開発した。
Kuz'mina（1994）は、インド・アーリア語が近東のミタンニとヴェーダ時代のインドでこの地域としては初めて使われたこと、チャリオットの出たシンタシュタ遺跡が紀元前16-17世紀とされることを根拠に、この文化はインド・イラン系であるとする。
一方、Klejn（1974）とブレンチェスBrentjes（1981）は、チャリオットを使うアーリア人が紀元前15-16世紀までにはミタンニに現れていることから、この文化は原インド・イラン系とするには遅すぎるとしている。ただし、AnthonyとヴィノグラードフVinogradov（1995）はクリヴォエ湖（Krivoye ozero）で発掘されたチャリオットを紀元前2000年ごろのものとしていることから、この批判は必ずしも成り立つものではない。
マロリーMalloryは、アンドロノヴォ文化を北インドにまで拡大したと見るのは非常に困難だとし、その南端にあたるベシケント・ヴァクシャ文化も中央アジアに止まり、インド・イランには結びつけられないとする。そのため、アンドロノヴォ文化はこの時代に既に広範囲に拡散していたインド・イラン語派の諸文化のひとつであったと考えられる。

## 形質的外観

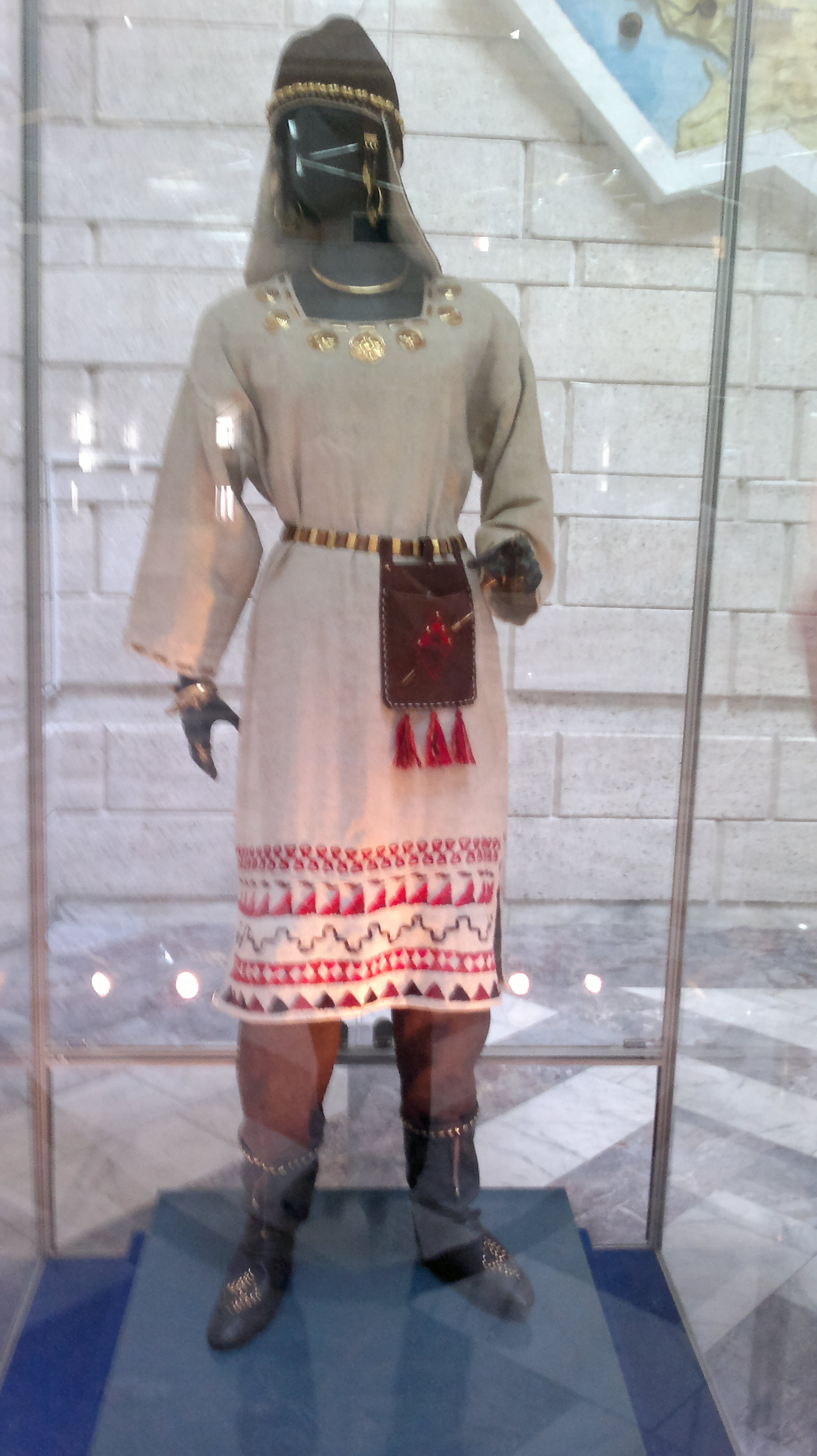
アンドロノボ文化の女性、ドレスの復元、カザフスタン中央州立博物館

2000年代半ばからの研究では、考古学者らはアンドロノボ人が古代および現代のヨーロッパ人に似た頭蓋の特徴を持っていると説明している。アンドロノボの頭蓋骨はスラブナヤ文化やシンタシュタ文化の頭蓋骨に似ており、短頭などの特徴を示している。イランとインド・アーリア人の移動を通じて、この物理的タイプは南に拡大し、先住民と混合し、インドの現代の人口の形成に寄与した。

## 遺伝学
フォックスら（2004）によれば、青銅器時代と鉄器時代、カザフスタン（青銅器時代のアンドロノボ文化の一部）の人口の大部分は西ユーラシア起源（U、H、 HV、T、I、W）、そして紀元前13世紀から7世紀以前には、カザフスタンのサンプルはすべてヨーロッパの系統に属していた。
キーザーら（2009）は、古代シベリア文化、アンドロノヴォ文化、カラスク文化、タガール文化、タシティク文化に関する研究を発表した。紀元前1800年から紀元前1400年にかけて、シベリア南部のアンドロノヴォ地平線に生息していた10人の個体が調査された。9人の個人からのmtDNAの抽出は、ハプログループU4の2つのサンプルとZ1、T1、U2e、T4、H 、K2bおよびU5a1の単一サンプルを表すと決定された。1つの個体からのY-DNAの抽出物はY-DNAハプログループC（ただしC3ではない）に属することが判明したが、他の2つの抽出物はハプログループR1a1aに属することが判明し、初期のインドヨーロッパ人の東方向への移動を示すものと考えられている。調査対象者のうち、アジア系であると判定されたのは2名（22%）のみで7名（78%）がヨーロッパ系であると判定され、その大多数は主に明るい目と明るい髪を伴う明るい肌であった。

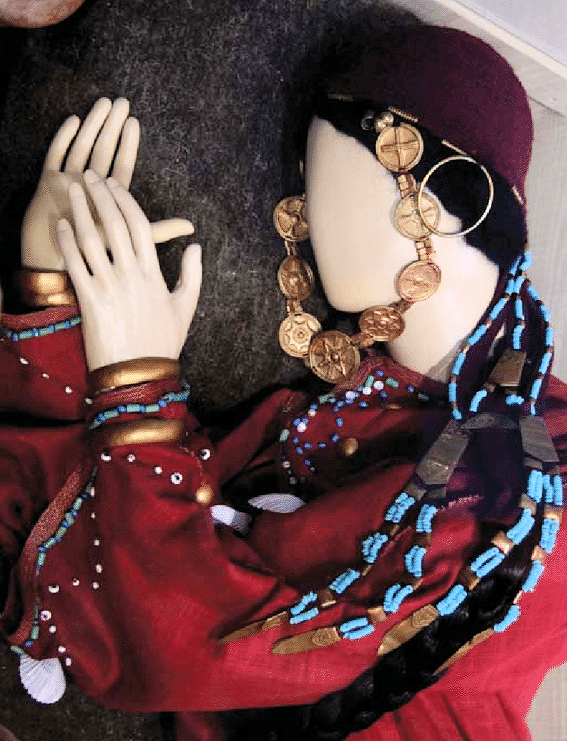
アンドロノヴォ文化の衣装セット（再現したもの）。リサコフスク歴史文化博物館

Natureに掲載された2015年6月の研究では、アンドロノヴォ文化に住む男性1名と女性3名が調査された。男性からY-DNAを抽出したところ、R1a1a1bに属することが判明した。mtDNAの抽出は、U4の2つのサンプルとU2eの2つのサンプルを表すと決定された。アンドロノヴォ文化の人々は、先行するシンタシュタ文化と遺伝的に密接に関連していることが判明し、さらにその文化も遺伝的に密接に関連していたこれは、シンタシュタ文化が縄目文土器文化人の東方への拡大を表していることを示唆している。縄目文土器文化人は、鐘状ビーカー文化、ユネティス文化、特に北欧青銅器時代の人々と遺伝的に密接に関連していることが判明した。シンタシュタ／アンドロノヴォ文化、北欧青銅器時代、リグヴェーダの人々の間には、数多くの文化的類似点が検出されている。

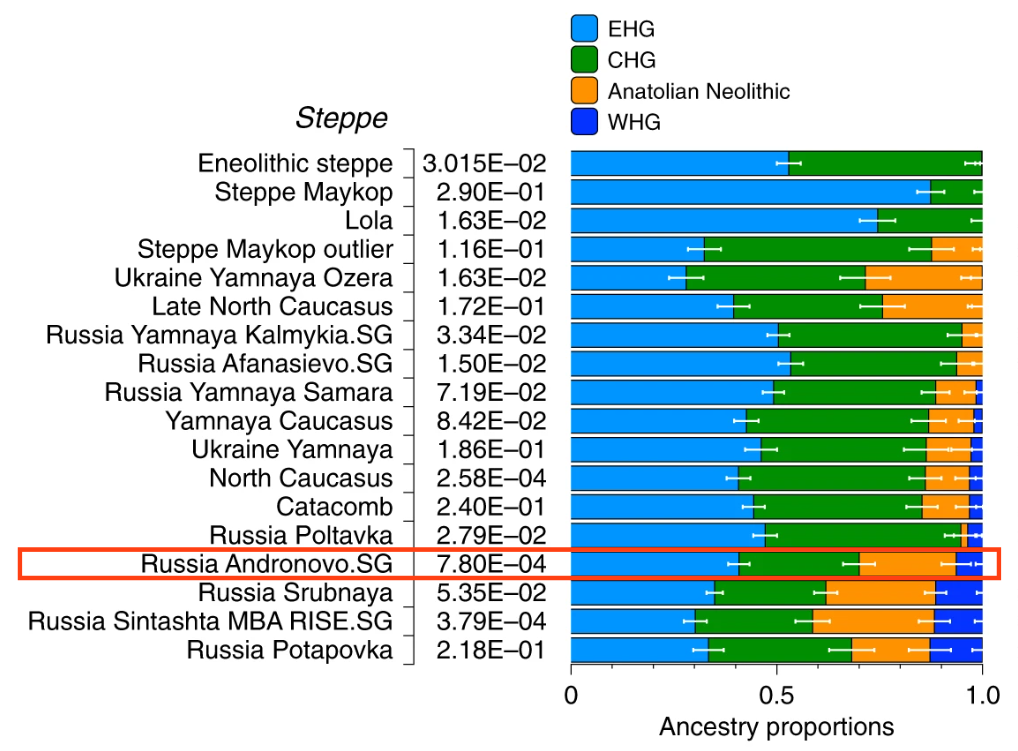
アンドロノヴォ文化人集団内の混血割合。彼らは次の各祖先集団の混血だった。東方狩猟最終民 (EHG), コーカサス狩猟採集民 (CHG), アナトリア新石器時代人 and 西方狩猟採集民 (WHG)

2018年5月にNatureに掲載された遺伝子研究では、紀元前1200年ごろに埋葬されたアンドロノボ女性の遺体が調査された。彼女は母親のハプログループU2e1hの保因者であることが判明した。
2019年9月にサイエンスに掲載された遺伝子研究では、アンドロノボ地平線の多数の遺跡が調査された。抽出されたY-DNAの大部分はR1a1a1b、またはそのさまざまなサブクレード（特にR1a1a1b2a2a）に属していた。抽出されたmtDNAサンプルの大部分はUに属していたが、他のハプログループも存在した。アンドロノヴォ文化の人々は、縄目文土器文化、ポタポフカ文化、シンタシュタ文化、およびスラブナヤ文化の人々と遺伝的に密接に関連していることが判明した。これらには、ヤムナヤ文化と中央ヨーロッパ 中期新石器時代 の人々の混合祖先が含まれていることが判明した。アンドロノヴォ北西部の人々はシンタシュタ族と「遺伝的にほぼ同種」であり、「遺伝的にほとんど区別がつかない」ことが判明した。遺伝子データは、アンドロノヴォ文化とその前身であるシンタシュタ文化が、最終的に草原の祖先を持つ中央ヨーロッパの人々の草原への再移住に由来することを示唆した。これは特に、R-Z93 SNPの大多数 (n=12) によって定義される。

## その後
シンタシュタ・ペトロフカ文化は東方のフェドロヴォ文化と南方のアレクセーエフカ文化に引き継がれ、これらもアンドロノヴォ・ホライズンの一部と見なされている。
南シベリアとカザフスタンではアンドロノヴォ文化はカラスク文化（紀元前1500-800年ごろ）に引き継がれる。この文化の担い手は非印欧民族といわれる一方で、原イラン民族との推定もある。
西端部ではスルブナヤ文化に引き継がれるが、これは部分的にはアファナシェヴォ文化にも由来する。この地域で初めて歴史に登場する民族はキンメリア人とサカまたはスキタイ人で、アレクセーエフカ文化の後、アッシリアの記録に現れる。彼らは紀元前9世紀ごろウクライナに、また紀元前8世紀ごろカフカス山脈を越えてアナトリアとアッシリアに現れた。また、西ではヨーロッパに移動してトラキア人やシギュンナイ人Sigynnaeとなった可能性がある。